# Wolfgang Sting
Wolfgang Sting (* 1957) ist ein deutscher Erziehungswissenschaftler.

## Leben
Von 1978 bis 1985 studierte er Pädagogik, Philosophie, Psychologie und Theatre Studies in Bielefeld und Eugene. Nach der Promotion 1993 an der Universität Bielefeld bei Dieter Baacke ist er seit 2002 Professor für Erziehungswissenschaft – Theaterpädagogik/Didaktik des Darstellenden Spiels an der Universität Hamburg.
Seine Forschungsschwerpunkte sind Theorie und Praxis der Theaterpädagogik, Theater und Schule, inter- und transkulturelles Theater, performative Theaterformen, TheaterSprachCamp und kulturelle und ästhetische Bildung.

## Schriften (Auswahl)
- Vernetzung und Wildwuchs. Kulturpädagogische Arbeit in Metropolen. Hagen 1993, ISBN 3-88474-081-4.
- mit Henning Fangauf (Hrsg.): Schreibwerkstatt Kindertheater. Beiträge und Gespräche zur zeitgenössischen Dramatik. Hildesheim 1996, ISBN 3-934134-05-X.
- mit Gabriele Klein (Hrsg.): Performance. Positionen zur zeitgenössischen szenischen Kunst. Bielefeld 2005, ISBN 3-89942-379-8.
- mit Gunter Mieruch, Eva Maria Stüting und Anne Katrin Klinge (Hrsg.): TUSCH: Poetiken des Theatermachens. Werkbuch für Theater und Schule. München 2012, ISBN 978-3-86736-327-3.